# Dinema polybulbon
Dinema polybulbon là một loài thực vật có hoa trong họ Lan. Loài này được (Sw.) Lindl. mô tả khoa học đầu tiên năm 1831.

## Hình ảnh

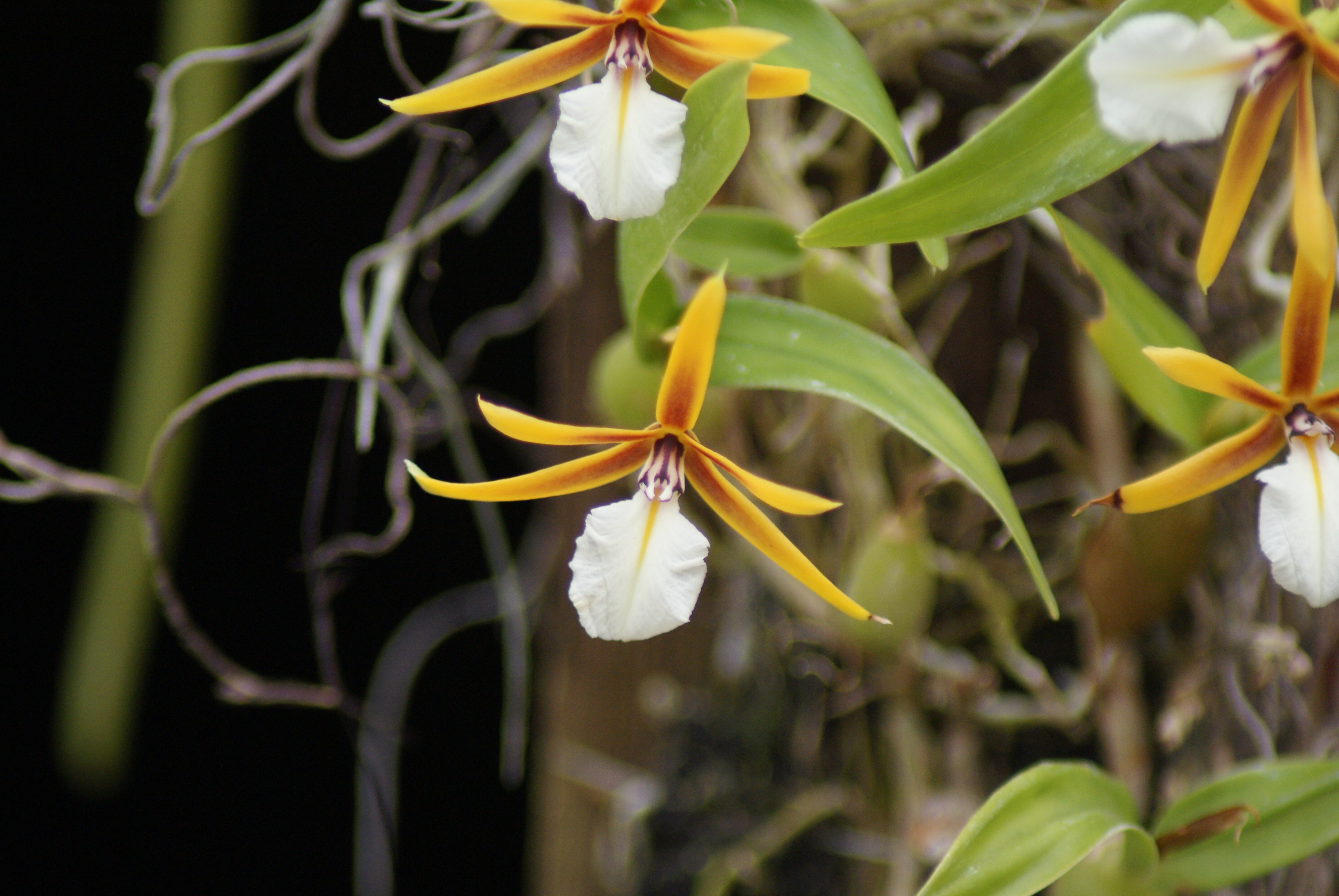
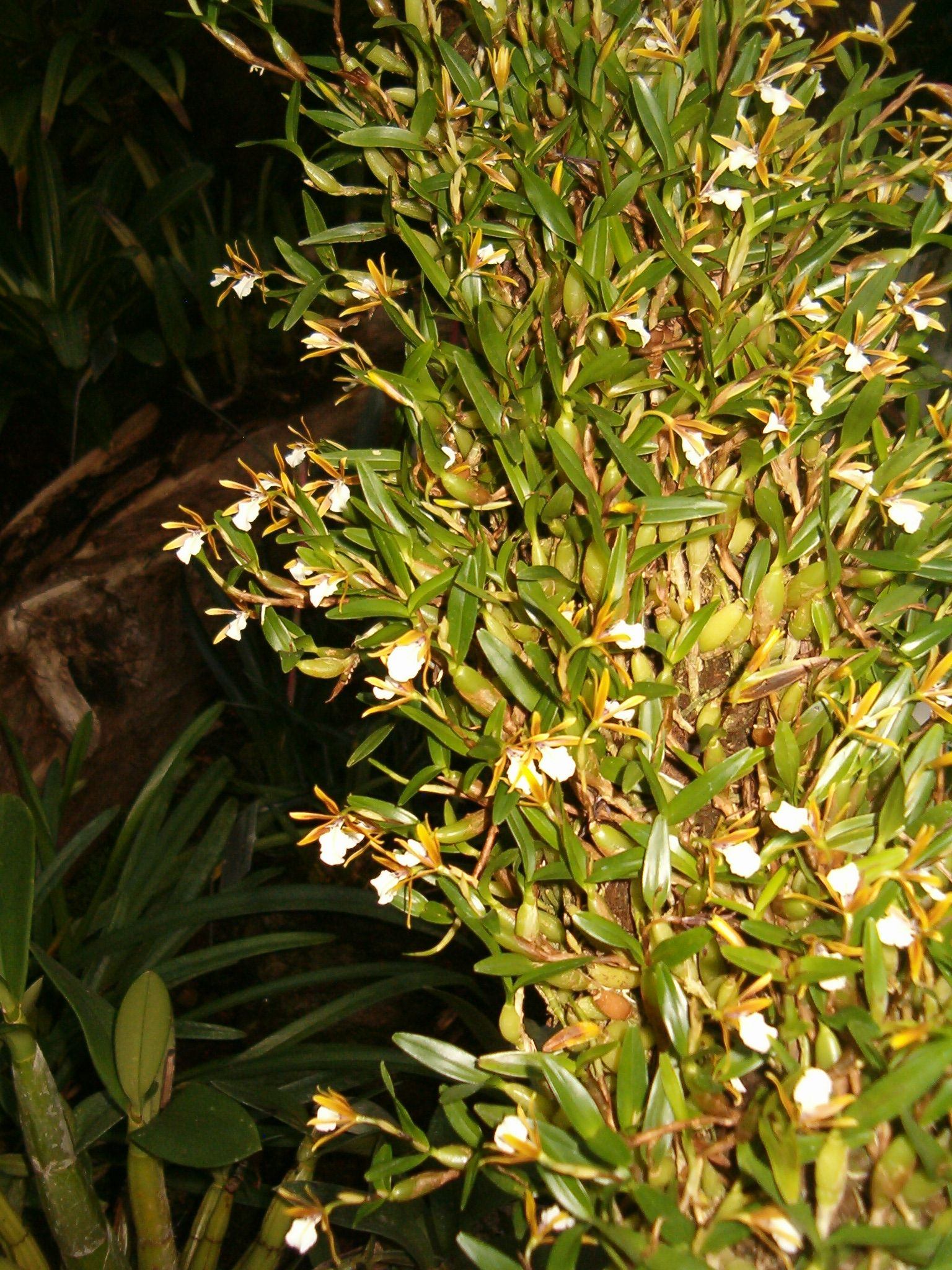
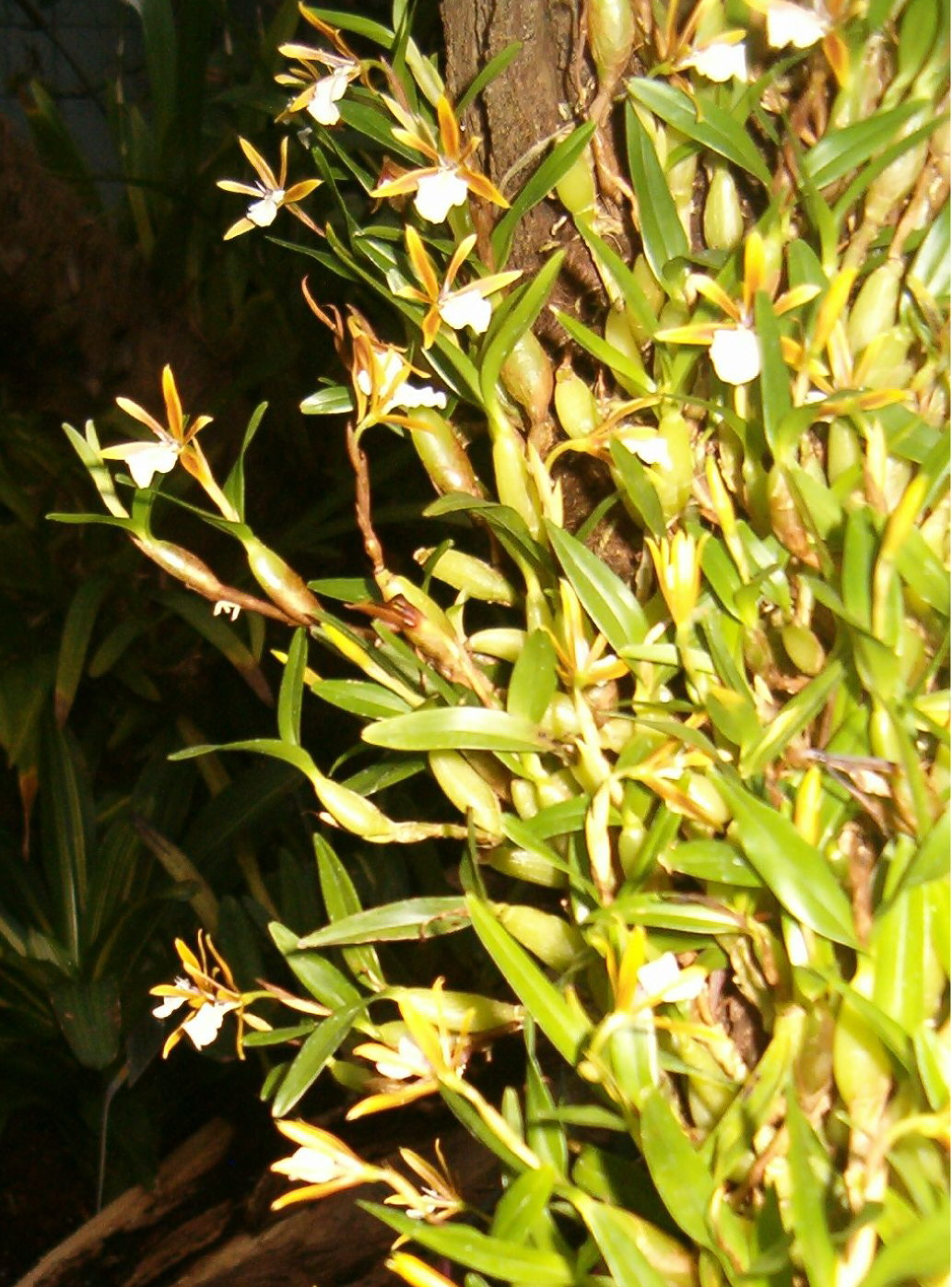
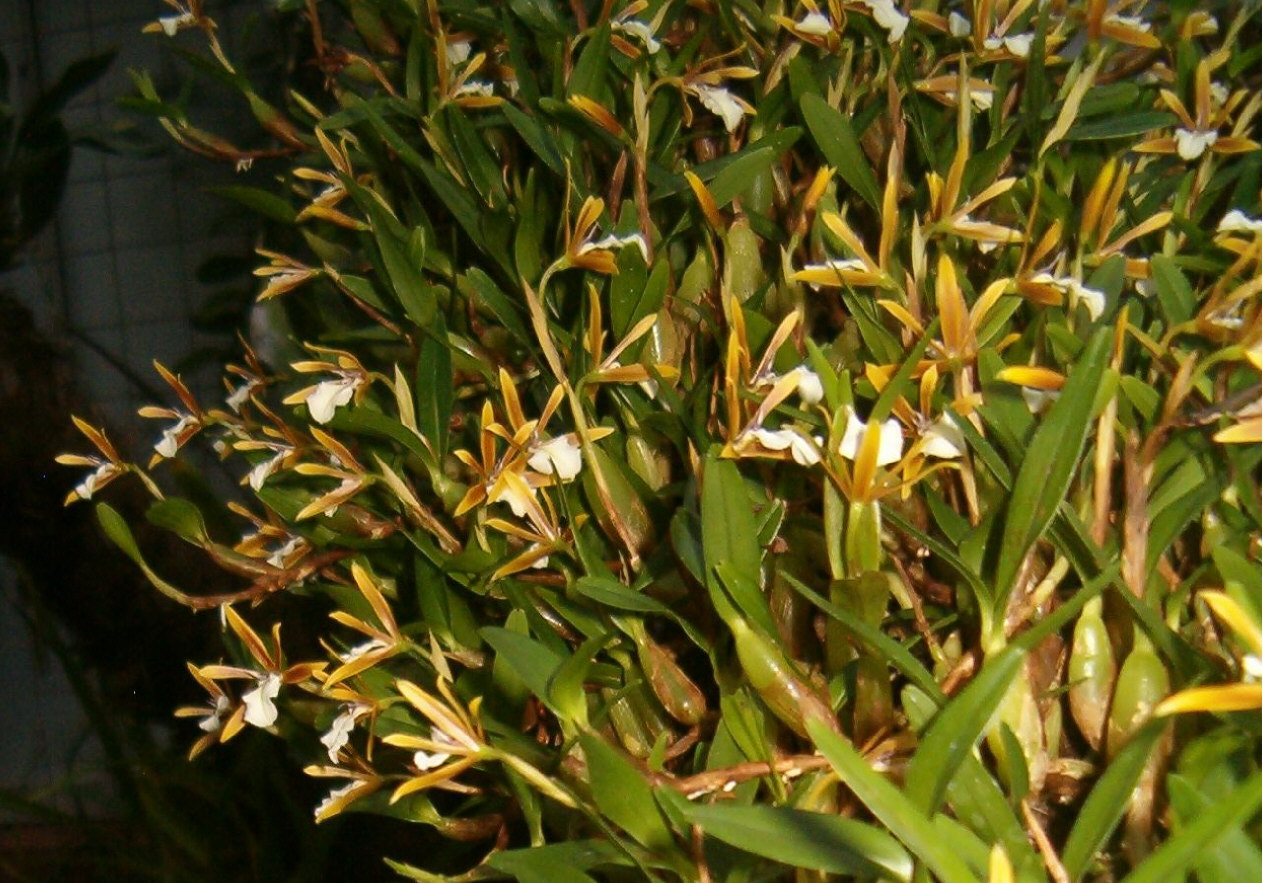